# INPOP
L'INPOP (acronyme d'Intégrateur numérique planétaire de l'Observatoire de Paris) est un outil de construction d'éphémérides du Système solaire.
L'INPOP est basé sur les équations d'Einstein-Infeld-Hoffmann qui sont les équations post-newtoniennes du mouvement pour un ensemble de masses ponctuelles. L'INPOP les intègre numériquement. La méthode d'intégration est celle d'Adams-Cowell.
Il est le premier outil européen de production d'éphémérides conçu et développé indépendamment du Development Ephemeris (DE) du Jet Propulsion Laboratory (JPL).
L'INPOP tient compte de la non-sphéricité — c'est-à-dire de l'aplatissement — de certains corps — le Soleil,, la Terre et la Lune — ainsi que ceux[Quoi ?] induits par leurs déformations par marées solides. Il tient compte des perturbations induites par un grand nombre d'astéroïdes,.
L'INPOP permet de construire des éphémérides planétaires à long terme, pour une période de validité de plusieurs millions d'années. Elles aident aux reconstitutions paléoclimatiques et à la calibration des échelles de temps géologiques.
Depuis l'édition 2007, les éphémérides du Soleil, de la Lune, des planètes et de Pluton publiées dans la Connaissance des temps sont issues de la solution INPOP,. Depuis l'édition 2021, il en est de même des éphémérides de la planète naine Cérès et des petits corps Pallas, Junon et Vesta.